# Enterohemoragična Escherichia coli
Enterohemoragična Escherichia coli (okrajšano EHEC) je ime za seve ešerihij, ki izločajo toksine, zelo podobne Shigovim toksinom, in povzročajo hemoragični kolitis in hemolitični uremični sindrom.

## Povzročitelj
E. coli je po vsem svetu razširjena gramnegativna paličasta bakterija ter predstavlja sestavni del normalne črevesne flore pri zdravem človeku. Vendar obstajajo patogeni sevi bakterije E. coli, ki pri človeku povzročajo črevesna obolenja. Med takimi sevi so poleg EHEC, ki so ga prvič opisali leta 1977, še enteroagregativne E. coli (EAEC), enterotoksigene E. coli (ETEC), enteroinvazivne E. coli (EIEC) ter enteropatogene E. coli (EPEC).
Obstaja več serotipov enterohemoragične E. coli; serotip O157:H7 najpogosteje povzroča težave v javnem zdravju. Vendar pa so za občasne sporadične primere ali izbruhe odgovorni tudi drugi sevi.

## Simptomi
EHEC povzroča krvavo drisko, ki v 10 % primerov vodi v hemolitični uremični sindrom. Klinični znaki le-tega so akutna odpoved ledvic, mikroangiopatska hemolitična anemija in trombocitopenija. Verotoksin (podoben Shigovemu toksinu) lahko neposredno poškoduje ledvične in epitelijske celice. Trombocitopenija nastopi, ker se krvne ploščice čezmerno porabljajo pri strjevanju krvi zaradi krvavitev. Hemolitična anemija je posledica nalaganja fibrina v žilju, povečane krhkosti rdečih krvničk in njihovega razpada.

## Zdravljenje
Uporaba antibiotikov ni pokazala kliničnih koristi. Tudi izmenjava plazme je vprašljiva, vendar kaže določene pozitivne izide. Uporaba zdravil, ki upočasnjujejo gibljivost črevesja in s tem blažijo drisko, se pri otrocih, mlajših od 10 let, in starejših osebah odsvetuje zaradi povečanega tveganja za hemolitični uremični sindrom.